# Pellenes mimicus
Pellenes mimicus là một loài nhện trong họ Salticidae.
Loài này thuộc chi Pellenes. Pellenes mimicus được Embrik Strand miêu tả năm 1906.